# 樹花凜
樹 花凜（いつき かりん、1988年7月15日 - ）は、日本の元AV女優。

## 略歴・人物
埼玉県出身。2007年にAVデビュー。デビュー時の芸名は七咲 楓花（ななさき ふうか）、所属事務所はジ・アースエンターテインメント。
2009年4月よりビデオメーカー・ドグマの専属女優となった。
2013年4月、樹 花凜（いつき かりん）に改名、所属事務所もA-プレゼンツに移籍した。

## 作品

### アダルトビデオ
2007年
- 罪と罰 万引き女 ＃17 女教師編・2（11月16日、ゴーゴーズ）
- be Suffocated to Death（11月20日、C-Format）
- ふうかの不思議な冒険（11月21日、ユープランニング）
- 伊豆でつかまえた素人娘と混浴温泉野球拳（11月22日、ナチュラルハイ）※オムニバス作品
- SOFT ON DEMAND 家庭の性医学 親子の絆スペシャル (11月22日)
- 新・おもらし物語 3（11月23日、GIGA）
- 校内援交 11（12月1日、プレステージ）
- ○学生Ｑ＆Ａ学級会 ―なぜボッキ病はいけないのか?― (12月6日)
- 少女羞恥治療カルテ クランケ FILE NO.2（12月15日、グローリークエスト）
- かすかに過る死に怯え狼狽えながら…（12月17日、C-Format）
- 初めてのアダルトモデル入門（12月20日、SODクリエイト）
- 現役トップアスリート最強女王決定戦!!（12月20日）

- アソコの匂いと味（1月1日、クイーンズロード）
- 僕、専用。 S カスタムメイド・スペシャル（1月11日、ゴーゴーズ）
- 清純女子高生倶楽部（1月13日、MOODYZ）
- 現役トップアスリート 肉体情報完全名鑑 8時間 2枚組（1月17日、SODクリエイト）
- 私、引くほどエッチなんですけどいいですか？ 〜バスケ部、彼氏募集中。〜（1月17日、SODクリエイト） ※「ふーか」名義
- Mischief（1月18日、Sweet Revolution）
- 新人AV女優育成塾（1月20日、トップワン）
- ピチピチスクール水着 胸ポチ・濡れシミ・寸止めジラし（2月1日、まゆみ）
- 日本人　〜日本人女性10人 裸の履歴書 第２集〜（2月7日）
- FANTASTIC SELF-TORMENT （2月10日、FALL IN DOWN）
- 彼氏の見ている前で浴尿アナル調教レイプ乱交（2月13日、MOODYZ）
- 狼少女 (2月21日)
- えろかわ痴女っ娘 4（2月22日、クリスタル映像）
- MODEL CLUB CLASS A ver.11（2月22日、silvia）
- 制服美少女狩り 17（3月1日、アヌビス） ※「浅野りか」名義
- もんもん3姉妹♥（3月20日、LADY×LADY）
- （超）粘着系 全身舐めサロン （3月25日、アロマ企画）
- 上野雑居ビル イレ OLオナニー盗撮 3（3月27日、PEEPING G）オムニバス作品
- 禁断のMの世界（4月4日、アウダースジャパン）
- DOKIレズ 21（4月4日、アウダースジャパン）
- 女子高生のべろちゅう×手コキ VOL.2（4月4日、OFFICE K'S）
- ジーンズ尻コキ（4月4日、OFFICE K'S）
- SOFT ON DEMAND　大家族スペシャル 3男6女12人石川家編（4月4日）
- 体育大 美少女陸上選手中出し（4月10日、メガハーツ） ※「青山ゆかり」名義
- ナースコール 第5病棟（4月11日、プレステージ）
- 美嬢姫 第二巻（5月1日、マギー） ※「七瀬風子」名義
- クイコミ紐オナアクメ（5月2日、OFFICE K'S）
- パジャマでおじゃま 04（5月13日、プレステージ）
- るる１○歳 チ○ー学生Tバック（5月15日、NON） ※「るる」名義
- STOCKINGｓ（5月15日、MANIA GIGS）※オムニバス作品
- 出させてくれるHな素人10人（5月20日、ピーターズ）
- 可憐 （6月15日、NON） ※「せりな」名義
- 素人個人撮影生中出し4時間DX（6月18日、LOTUS）
- 集団女子学生 逃げられない 乳揉みベロキス猥褻 17人（6月20日、アフロフィルム）
- 人妻のこすりつけオナニー（6月20日、OFFICE K'S）
- 絶対領域専科 〜ミニスカ&ニーソとムッチリ太腿の誘惑〜（7月13日、アロマ企画）
- 母娘陵辱 娘の身代わり 母嬲り（7月17日、ヒビノ）
- 痴漢全裸下車（7月17日、ナチュラルハイ）
- 絞め鈍い鼓動が侵略に終焉（8月1日、幻奇）
- 手コキクリニック THE INTERNATIONAL（8月7日、SODクリエイト）
- 女子大生限定「パジャマパーティー」にこっそり潜入したら… ボクのま○こもち○こ!?も犯されちゃった!（8月7日、SODクリエイト）
- 手コキクリニック　THE INTERNATIONAL（8月7日）
- レズの華が咲く頃。 vol.1（8月8日、U&K）
- ふたなり村（8月21日）
- 変態快楽 犬檻部屋の女（9月1日、シネマジック）
- 夫に内緒の若妻ナンパ!! 目隠し羞恥に燃えました! 2（9月4日、ヒビノ）
- THE MASTER OF ニーソックス 6（9月5日、HRC）※オムニバス作品
- お姉ちゃんに教わったこと ふうかとかなえ（9月5日、ドリームチケット）
- NHo 全裸教育テレビ vol.2（9月18日）
- 催眠趣向（9月26日、スーパーグラフィック）
- ザーメン中出し 凌辱万引き少女（10月1日、ワンズファクトリー）
- イキ顔を見て粘るザーメンを飲んであげる（10月1日、ワンズファクトリー）
- EROTIC STRIPES（10月1日、C-Format）
- 堕ちる女 15（10月1日、C-Format）
- ロリっ娘パイパン美少女学園 2（10月19日、イエロー）
- パイパン ニーソックス（10月24日、I.B.WORKS）
- コスプレモデルを口説いて強引にハメる! 断れない美少女レイヤー七咲楓花（10月29日、ユープランニング）
- 生中出し 新人 女子社員 2 （11月21日、メディアステーション）
- WCGF4U（10月24日、HRC）
- 透明人間になれるタイツを手に入れた!!やっぱり女子アナが好きっ!!  帰ってきたＮ○Ｋ放送局編（11月6日）
- パイパンMANIAX（11月28日、TMA）
- 妹パンツ悪戯（11月29日、ユープランニング）
- 人間自販機（12月18日、SODクリエイト）
- Hunter企画祭り オール新作撮り下し AV12番勝負!!（12月18日、Hunter）
- 脱ぎたてホクホクパンティー手コキ&フェラ 2（12月19日、イエロー）
- 女だらけの拷問病棟（12月20日、プリモ）
- 人権剥奪 ボンテージテープ 完全拘束（12月22日、レヴリー）

- コスプレ制服SEXドール（1月1日、ワンズファクトリー）
- 接吻や乳首を舐められながら手コキされた僕。 4（1月1日、ワンズファクトリー）
- 癒らし VOL.55 （1月9日、アウダースジャパン）
- 俗に｢モンスターペアレント｣と呼ばれるみなさん! 子供の担任に難癖つけてしたエロいことを撮影して投稿して下さい!（1月13日、カルマ）
- 特選!!S級素人ギャルコレクション4時間 7（1月19日、メディアステーション）
- 手コキでベロちゅ～ 5（1月19日、イエロー）
- M男の家に棲みつく淫乱どスケベメイド（1月30日、へりぽビデオ）
- G＠ME 逃げ切れば100万円! 捕まれば黒人&キモ男に即中出しレイプ!（1月31日、VIP）
- メコスジ喰込み紐オナニー（2月1日、ワンズファクトリー）
- フェラマニア Vol.5（2月19日、ミスター・インパクト）
- 電流アクメ拷問所 痙攣女体くらげ（2月28日、ベイビーエンターテイメント）
- 強制猥褻 非合法ドラッグ（3月1日、ワンズファクトリー）
- 少女学園（3月18日、パフューム） ※「七咲ちこ」名義
- 陵辱人妻狩り!! 3（3月19日、ヒビノ）
- 張り型チンポ自慰 03（4月1日、ワンズファクトリー）
- 制服失禁レイプ（4月13日、マルクス兄弟）
- お兄ちゃん、お口で気持ち良くしてあげるね。（4月13日、マルクス兄弟）
- ハメゴロ file.01（4月17日、U&K）
- 強制小便口浣腸 イラマ少女（4月19日、ドグマ）
- the best（6月1日、ワンズファクトリー）傑作選
- 白い性欲（6月19日、ドグマ）
- ブラック・楓花（7月19日、ドグマ）
- 妹・M少女（8月19日、ドグマ）
- 拘束椅子リターンズ（9月19日、ドグマ）
- いれて…。 楓花のプライベート公開しちゃいます。（10月19日、ドグマ）
- 潮吹き・ドラッグ（11月19日、ドグマ）
- 解禁アナル・FUCK（12月19日、ドグマ）

2010年
- ぎゅっと濃縮!（1月1日、プレステージ）※傑作選
- 拘束椅子Lbian（1月19日、ドグマ）共演:晶エリー
- ギャルの季節 近親相姦の一番の愉しみ方（2月19日、ドグマ）
- 七咲楓花ヒストリー ドグマ専属1周年記念（11月19日、ドグマ）

2011年
- 七咲楓花ファン感謝DAY 楓花の事、拘束椅子でイカせてみろや!! ドグマ専属2周年記念作品:（4月19日、ドグマ）
- 女の子の精飲記念日 ごっくんVOL.3（10月7日、ラッシュ）
- 悲鳴は雨音にかき消されて―幸せは遥か遠く（12月7日、アタッカーズ）
- つばさ×七咲楓花 黒い天使と白い天使 光と闇 究極のレズの形（12月8日、GARCON）

2012年
- 縄・女囚拷問（1月19日、ドグマ）

### イメージビデオ
2008年
- Tセラ少女8　ふん中生（2月26日、テクニカルスタッフ） ※「藤咲らん」名義
- 萌えぷっくり vol.06（10月29日、テクニカルスタッフ） ※「藤咲らん」名義

## 出演

### 映画
- 青春Hシリーズ 鳥を見て!（2012年4月14日、アートポート、監督:佐々木友紀） - かおり 役
- 愛液まみれの花嫁（2013年9月20日、オーピー映画、監督:渡邊元嗣）
- 天女の交わり ぬくもり昇天（2014年2月14日、オーピー映画、監督:渡邊元嗣） - 白鳥志織 役
- 恋愛図鑑 フってフラれて、でも濡れて（2015年11月20日、オーピー映画、監督:竹洞哲也） - 佐々木凜 役
  - 恋愛図鑑（2017年7月8日、オーピー映画、監督:竹洞哲也）[注 2][4]
- 恋人百景 フラれてフって、また濡れて（2015年12月11日、オーピー映画、監督:竹洞哲也） - 佐々木凜 役
  - 艶色女体巡り（2015年、オーピー映画、監督:竹洞哲也）[注 3]
- いたずら天使 乱れ姿七変化（2015年2月27日、オーピー映画、監督:渡邊元嗣） - 神様

### オリジナルビデオ
- 完全飼育 ～サイコ～（2012年4月4日、ネクスタシーEX） - 佳奈 役[5]
- 覗かれた奥様 恥ずかしの盗撮レズ（2012年8月10日、オルスタックソフト販売）
- 58days（2014年12月3日、アルバトロス）
- 東京地下女子刑務所 CHAPTER1・エリア88（2015年12月2日、アルバトロス） - 佐藤雪 役[6]